# Digimon Adventure
Digimon Adventure (яп. デジモンアドベンチャー дэдзимон адобэнтя:, «Приключение с дигимонами») — аниме-сериал, произведённый кинокомпанией Toei Animation; первый аниме-сериал в медиафраншизе Digimon. Впервые демонстрировался в Японии с 7 марта 1999 по 26 марта 2000 года на телеканале Fuji Television. 2 апреля 2000 года, через неделю после выхода в эфир последней серии, начался показ второй части под названием Digimon Adventure 02.
Сюжет сериала разворачивается вокруг семи (в дальнейшем — восьми) «Избранных детей». Во время отдыха в летнем лагере их затягивает в портал, ведущий в Цифровой мир — мир, состоящий исключительно из цифровых данных и населённый существами, называемыми цифровыми монстрами или дигимонами. У каждого из Избранных детей появляется собственный дигимон-напарник и дигивайс — небольшой прибор, с помощью которого дигимоны на некоторое время могут принимать более крупную форму и становиться сильнее. В этой форме они способны лучше сражаться и защищать своего напарника-человека. Вместе с дигимонами Избранные дети должны спасти реальный и Цифровой мир от злых дигимонов, желающих захватить оба мира.
Сериал, несмотря на то что с конца 1990-х годов его сравнивали с конкурирующей медиафраншизой «Покемон», был хорошо воспринят критиками. На тематику Digimon Adventure выпускались игрушки, пищевые продукты, коллекционные карты, манга, журналы, маскарадные костюмы, школьные принадлежности, аксессуары, музыкальные альбомы, видеокассеты, DVD и компьютерные игры, распространявшиеся преимущественно компанией Bandai Namco Holdings. В честь 15-летия серии Digimon по мотивам сериала была выпущена одноимённая игра для портативной консоли PlayStation Portable и анонсирован аниме-сериал Digimon Adventure tri., выпуск которого запланирован на осень 2015 года.

## Сюжет
В начале сериал повествует о семерых школьниках: Таити Ягами, Соре Такэноути, Ямато Исиде, Такэру Такаиси, Косиро Идзуми, Мими Татикаве и Дзё Кидо. 1 августа 11 года эпохи Хэйсэй (1999), когда ребята проводят каникулы в летнем лагере, выпадает снег и с неба падают небольшие загадочные приборы. Эти предметы, которые, как позже выяснится, называются дигивайсами, оказываются прямо в руках у детей и внезапно их затягивает через портал в мир, состоящий из цифровых данных — так называемый «Цифровой мир», параллельный миру материальному. Здесь ребята встречают своих дигимонов-напарников, обязанных их защищать и бороться с разными сильными врагами, угрожающими Цифровому миру. В свою очередь, дети должны узнать своё предназначение, воспрянуть духом, осознать свои главные добродетели и научиться «прислушиваться к своему сердцу»; для этого ребята должны найти особые знаки, соответствующие их главным добродетелям и помогающие их дигимонам преобразовываться в более сильные формы, то есть «эволюционировать». В ходе развития сюжета раскрываются темы смерти, самопожертвования, семейных взаимоотношений.
Ребята сталкиваются с дигимонами, находящимися под контролем первой серьёзной угрозы, Девимона. С помощью «чёрных шестерней» он контролирует часть Цифрового мира, называемую островом Файл. У Девимона есть двое подручных — Огрмон и Леомон. Впоследствии Патамон, дигимон-напарник Такэру, эволюционировавший в Ангемона, ценой своей жизни побеждает Девимона. Погибший Ангемон превращается в дигияйцо и перерождается в своей младенческой форме. После этого случая Леомон и Огрмон переходят на сторону главных героев. Вскоре ребята, отправившись с острова Файл на континент Сервер, сталкиваются со вторым злодеем — обезьяноподобным дигимоном Этемоном. Они заточают его в Цифровую сеть, по которой он будет странствовать до того момента, как он вернётся в более мощной форме МеталЭтемона ближе к концу сериала.
Вскоре дети узнают, что многие злые дигимоны, возглавляемые дигимоном Вамдемоном, пересекли межпространственные врата в материальный мир, и они, стремясь также пройти через эти врата, сражаются с их стражем Докугумоном. Наконец дети возвращаются домой, в Токио. Они защищают свой мир от угрозы, исходящей от злых дигимонов, и находят восьмого Избранного: им оказывается Хикари Ягами, младшая сестра Таити. В ходе борьбы к Избранным детям присоединяется Тейлмон, которая становится дигимоном-напарником Хикари после того, как они побеждают её бывшего хозяина Вамдемона.
Между тем четверо сильнейших дигимонов, МеталСидрамон, Пиноккимон, Мугэндрамон и Пьемон, называющие себя Повелителями Тьмы, устанавливают контроль над Цифровым миром и серьёзно искажают его внешний облик. После того как реальный мир был очищен от злых дигимонов, Избранные дети возвращаются в Цифровой мир, с большим трудом побеждают каждого из Владык и, наконец, встречаются с самым главным злодеем и создателем этой группы — Апокалимоном, состоящим из данных Повелителей Тьмы, а также данных остальных злых дигимонов, ранее потерпевших поражение от Избранных детей. Он рассказывает Избранным детям, что состоит из данных дигимонов, которые не смогли эволюционировать в более совершенные формы и были удалены. Из остатков данных этих дигимонов появился Апокалимон, начавший мстить миру за то, что они не смогли эволюционировать.
После победы над Апокалимоном оказывается, что связь между Цифровым миром и реальным миром навсегда разрушена, и дети возвращаются в материальный мир, попрощавшись со своими дигимонами-напарниками, втайне надеясь, что когда-нибудь они ещё смогут встретиться с ними. Спустя три года по сюжету Избранные дети и их дигимоны появляются во втором сезоне (Digimon Adventure 02) наряду с новыми героями.

## Персонажи
В Digimon Adventure рассказывается о приключениях группы из семи (в дальнейшем — восьми) Избранных детей в возрасте от 8 до 11 лет, ведущих борьбу против зла, угрожающего Цифровому миру и реальному миру; в этом им помогают их дигимоны-напарники. У каждого из Избранных детей есть свой дигивайс и знак, характеризующий его главную добродетель. Позже они встречаются с многочисленными формами цифровой жизни, помогающими Избранным детям в их приключениях. Среди них Гэннай — таинственный старик, состоящий из цифровых данных, который руководит Избранными детьми во время их странствий.
Таити Ягами — главный герой сериала, предводитель Избранных детей, авантюристичный, спортивный, обаятельный; его напарник — Агумон. У него оранжевый дигивайс и знак храбрости. Мальчик приходится лучшим другом Соре и старшим братом Хикари. Второй главный герой сериала — Ямато Исида, «бунтарь» и надёжный товарищ; его напарник — Габумон. У него синий дигивайс и знак дружбы. Такэру Такаиси — вместе с Хикари самый младший в группе, очень самоотверженный, приходится младшим братом Ямато; его напарник — Патамон. У него жёлтый дигивайс и знак надежды. Мими Татикава — одна из Избранных детей; самовлюблённая, избалованная, заносчивая; её напарница — Палмон, дигивайс зелёного цвета, а знак — искренности. Другой член группы Избранных детей — «пацанка» Сора Такэноути, очень властная фигура в группе, но при этом способная к состраданию, лучшая подруга Таити; её напарница — Пиёмон, цвет дигивайса — красный, а знак — любовь. Последние двое из группы — немного нервный отличник Дзё Кидо с напарником Гомамоном, тёмно-серым дигивайсом и знаком честности и вундеркинд Косиро Идзуми с напарником Тэнтомоном, фиолетовым дигивайсом и знаком мудрости. Примерно на середине сериала к Избранным детям присоединяется Хикари Ягами, младшая сестра Таити, добрая и мягкая девочка; её напарница — Тейлмон, дигивайс розового цвета, а знак — свет.
В онлайн-опросе телезрителей, проведённом на официальном сайте Toei Animation в разделе, посвящённом Дигимонам, Таити занял третье место в рейтинге самых любимых из Избранных детей. В трёх последующих опросах он спустился на шестое место, поднялся на четвёртое и в последнем опросе занял пятое место. Во время первого опроса Ямато занял первое место среди любимых Избранных детей. В последующих опросах он удерживал за собой первое место, но в окончательном опросе занял второе место, уступив Хикари. Также он занял первые места: среди Избранных детей, в роли которых хотели бы почувствовать себя телезрители, среди Избранных детей, которых зрители предпочли бы в роли братьев, среди Избранных детей, с которыми зрители предпочли бы провести зиму и среди Избранных детей, которых зрители предпочли бы в роли друзей. Ямато занял вторые места: среди Избранных детей, с которыми у зрителей есть много общего, среди Избранных детей, с которыми зрители предпочли бы провести лето, а также среди самых обаятельных и самых сильных Избранных детей. Его младший брат Такэру, изначально не имевший популярности среди зрителей, стал одним из главных героев аниме Digimon Adventure 02. В ходе опроса он занял седьмое место среди самых любимых Избранных детей. В последующих опросах он занял второе и третье места. Также Такэру занял третье место среди Избранных детей, которых зрители предпочли бы в роли братьев, и первое место среди самых сильных Избранных детей. Мими заняла шестое место в рейтинге самых любимых Избранных детей. В трёх последующих опросах она заняла третье, девятое и последнее место. Сора заняла в рейтинге пятое место, в последующих опросах она заняла четвёртое, пятое и восьмое место.

## История создания
Приключенческо-драматический аниме-сериал для детей Digimon Adventure был произведён компанией Toei Animation и впервые выходил в эфир на телеканале Fuji Television. Сериал является продолжением одноимённого короткометражного фильма о виртуальных питомцах, главные герои которого, Таити и Хикари Ягами, знакомятся с Агумоном и получают первый опыт общения с дигимонами за четыре года до событий первой серии Digimon Adventure; премьера этого фильма состоялась в кинотеатрах Японии 6 марта 1999 года. Среди поклонников сериала было распространено заблуждение о том, что изначально создатели планировали выпустить лишь тринадцать серий. Режиссёр сериала Хироюки Какудо на своей странице в Твиттере опроверг эти слухи.

### Идея и постановка
«По сути, это история о мужестве и дружбе. Также, независимо от того, над каким сериалом я работаю, я всегда хочу, чтобы он учил „самостоятельному принятию решений“. В этом ответ на вопрос: зачем эти дети были заброшены в этот невероятный мир. Досадно видеть детей, которые не могут что-либо сделать без просьбы кого-нибудь более старшего. Если они в молодости научатся самостоятельности, то этот навык останется у них даже когда они повзрослеют. Я, конечно, понимаю, что это может быть трудно. Но, поскольку я считаю, что очень важно самостоятельно принимать решения и учиться на последующих успехах и ошибках, я написал сценарий в надежде, что дети станут такими же».
Медиафраншиза Digimon была создана Акихиро Ёкои, Аки Моитой и Такэити Хонго, создателями Тамагочи, под коллективным псевдонимом Акиёси Хонго и представляла собой серию виртуальных питомцев, принципиальное отличие которых от Тамагочи состояло в том, что они могли сражаться друг с другом при соединении устройств. Режиссёры Хироюки Какудо и Юкио Каидзава работали над первым сезоном сериала, используя этих виртуальных питомцев в качестве источника вдохновения, и содействовали продвижению на рынке сопутствующей им продукции, в том числе игрушек.
По словам ведущего сценариста Сатору Нисидзоно, идея сериала появилась летом 1998 года, в августе месяце, а его сюжет был навеян романом Жюля Верна «Два года каникул» (1888). Нисидзоно, в свою очередь, должен был создать персонажей детского возраста, так как сериал был предназначен именно для такой аудитории. Для их имён были подобраны кандзи, так или иначе связанные с понятием «удача». Дизайнером персонажей стал Кацуёси Накацуру, работавший в то время в кинокомпании Toei Animation и впоследствии ставший художником персонажей последующих трёх сезонов аниме. Некоторые места в Японии, такие как токийский район Одайба, появляются в большинстве тех серий, в которых дети находятся в материальном мире. Хироюки Какудо заявил, что он пытался показать эти места «настолько реалистично, насколько это возможно», поэтому перед началом производства он посетил их вместе со съёмочной группой, чтобы сделать несколько фотографий.
Для озвучивания сериала режиссёрами была отобрана многочисленная команда сэйю. Хироюки Какудо намеревался включить в сериал как можно больше голосов различных актёров. Во время прослушивания он просил каждого из двухсот претендентов, находившихся в студии, продемонстрировать все его голосовые типажи и иногда хвалил некоторые посредственные голоса, считая, что они будут придавать сериалу свою изюминку. Вместе с тем главные роли были отданы профессиональным сэйю, в частности Масами Кикути и Уми Тэндзин, озвучившим Дзё и Косиро, а актёры с посредственными голосами озвучили эпизодические роли. Иногда в студии озвучивания число записывавшихся актёров достигало двадцати человек и им приходилось делить между собой три микрофона. Сэйю находили как положительные, так и отрицательные стороны в озвучиваемых персонажах, лично сталкиваясь с их характерами или внешностью.
Музыка для сериала была написана Таканори Арисавой. Песня из открывающей заставки, «Butter-Fly», была написана Хидэнори Тиватой и исполнена Кодзи Вадой. Аниме включает в себя две закрывающие композиции в исполнении Ай Маэды: «I Wish» Ёсихисы Сиракавы на стихи Ёсико Миуры (1-26 серии) и «Keep On» Наото Кинэ (26-54 серии). В аниме также были использованы композиции: «Brave Heart» («Храброе сердце») Митихико Оты на стихи Сатико Омори в исполнении Аюми Миядзаки, ставшая музыкальной темой эволюции дигимонов, «Seven» («Семёрка») Кохэя Коямы в исполнении Кодзи Вады и «Yūki wo Tsubasa ni shite» («Превращу своё мужество в крылья»), написанная Митихико Отой на стихи Хироси Ямады и исполненная Тосико Фудзитой, озвучившей Таити Ягами. Помимо эстрадных песен в сериале звучат два классических произведения симфонической музыки в обработке Таканори Арисавы: «Болеро» М. Равеля, ранее использованное в качестве леймотива в короткометражном фильме Digimon Adventure, и адажио из «Аранхуэсского концерта» Х. Родриго, ставшее музыкальной темой эволюции Ангемона в ХолиАнгемона.
Согласно Digimon Adventure, существует мир, параллельный миру материальному, под названием «Цифровой мир», дом цифровых существ, называемых дигимонами, которые обладают способностью разговаривать и трансформироваться в иные формы на определённое время или перманентно. По мнению продюсера сериала Хироми Сэки, уникальность монстрам придают их дизайн, глаза и тот факт, что практически ни одного из них нельзя назвать «безобидным». У дигимонов есть свой собственный жизненный цикл. Если они тратят чрезмерное количество сил или получают несовместимые с жизнью травмы, они преобразуются в так называемые «дигияйца», состоящие из их цифровых данных, и перерождаются вновь. Дигимоны, как правило, перерождаются, вылупляясь из дигияйца, однако полностью теряют память о том, что они пережили до того, как их данным был нанесён ущерб. Окончательно дигимона можно убить, если стереть данные, из которых он состоит. В сериале же, несмотря на присутствие темы смерти, большинство погибших дигимонов не умирает окончательно, так как аниме рассчитано в первую очередь на детскую аудиторию.

### Трансляция и продвижение
Премьера сериала состоялась на телеканале Fuji Television с 7 марта 1999 года по 26 марта 2000 года. Первоначально трансляцию предполагалось закончить 12 марта, однако показ был завершён на две недели позже ввиду его двукратного прерывания на специальную программу.
Сериал способствовал росту популярности серии Digimon. Тем не менее это означало важную коммерческую и социальную конкуренцию с аниме-сериалом «Покемон», считавшимся его прямым конкурентом. Несмотря на различия между этими двумя медиафраншизами, некоторые критики считали «Дигимон» лишь «серой имитацией» «Покемона»; причиной подобных подозрений были тот же период выпуска и схожая концепция: оба сериала про детей, у которых есть существа, обладающие сверхъестественными способностями, способные к развитию или эволюции и сражающиеся с другими существами. Первоначально дигимоны появились в виде игрушек в 1997 году, когда уже начался выход в эфир сериала «Покемон», однако их популярность стала расти лишь через два года после выхода в свет. После создания этих игрушек по их мотивам выпускалась манга, видеоигры и анимационный сериал. В марте 2000 года с создателями серии, в целях её продвижения, сотрудничали более 90 компаний.
В сентябре 2012 года американская компания Saban Entertainment лицензировала сериал для показа в Северной Америке и за пределами Японии. 1 августа 2014 года на мероприятии Digimon Adventure 15th Anniversary было анонсировано продолжение сериала — Digimon Adventure tri., премьера которого запланирована на осень 2015 года. Согласно объявлению, сделанному компанией Bandai Namco, в новом сезоне главным героям будет 17 лет, и они поступят в старшую школу.

### Съёмочная группа
- Продюсеры — Таитиро Фудзияма, Дайсукэ Каваками (Fuji TV), Кётаро Кимура (Yomiko Advertising Inc.), Хироми Сэки
- Автор первоначального проекта — Акиёси Хонго
- Издатель — V Jump (Издательство Shueisha)
- Режиссёр-постановщик — Хироюки Какудо
- Сценарист-постановщик — Сатору Нисидзоно
- Дизайн персонажей — Кацуёси Накацуру
- Ведущий режиссёр-мультипликатор — Наоки Мияхара
- Художник-постановщик — Юкико Иидзима
- Композитор — Таканори Арисава
- Звукооператор — Идзё Окуда[К 1]
- Директор фильма — Сёсукэ Окада

## Медиаиздания

### Аниме
Сериал Digimon Adventure состоит из 54 серий и впервые транслировался сначала на телеканале Fuji Television с 7 марта 1999 года по 26 марта 2000 года, затем — на TV Asahi. Режиссёром сериала является Хироюки Какудо, продюсерами — Таитиро Фудзияма, Дайсукэ Каваками, Кётаро Кимура и Хироми Сэки, музыка к аниме написана Таканори Арисавой, а художником персонажей выступил Кацуёси Накацуру. Сериал издавался на видеокассетах и DVD в Японии и за её пределами. На мероприятии Digimon Adventure 15th Anniversary на 3 марта 2015 года был анонсирован выпуск коллекционного издания на дисках Blu-ray, содержащего все 54 серии в HD-разрешении; в первых экземплярах издания в качестве приложения предусмотрены аудиопостановки.
В Северной Америке сериал впервые транслировался с 14 августа 1999 года по 24 июня 2000 года на американском телеканале Fox Kids, в телепрограммах Made In Japan и Anime Invasion, и завоевал большую популярность среди зрителей 6-11 лет, благодаря чему Fox Kids обошёл своих конкурентов — телеканалы ABC, Kids' WB, и Nickelodeon. Американская версия Digimon Adventure под названием Digimon: Digital Monsters была лицензирована и озвучена на английский язык компанией Saban Entertainment и была подвергнута цензуре. По мнению американских поклонников аниме, американскую версию Digimon Adventure цензура затронула не так сильно, как другие японские анимационные сериалы, изданные в США, однако сцены с применением огнестрельного оружия были перерисованы или вырезаны. Основные претензии предъявлялись к замене части оригинальных имён на английские, серьёзному изменению музыкального ряда и вставкам неуместных каламбуров и озвученных реплик в моменты, которые в японском оригинале были без слов. В американских телекомпаниях посчитали, что сериал был ориентирован в первую очередь на мальчиков, поэтому свели при переводе к минимуму всё, что могло привлечь девочек или более взрослую аудиторию. Со 2 ноября 1999 года Digimon: Digital Monsters начал издаваться на видеокассетах, а с 5 декабря 2000 года — на DVD. Digimon: Digital Monsters также выходил в эфир других североамериканских странах; в Канаде его показали в 2000 году англоязычный телеканал YTV и франкоязычный TQS. Позднее, в середине 2000-х годов сериал был доступен для онлайн-просмотра на сайте Netflix и других.
Сериал также демонстрировался в европейских странах. Во Франции он впервые был показан в американской версии со 2 сентября 2000 года по 3 февраля 2001 года на телеканале TF1 в блоке мультфильмов TFou, и, в тот же период, с 4 сентября 2000 года, на спутниковом телеканале Fox Kids. В течение первого года трансляции сериала рейтинг этих телеканалов достигал 70-75 %. В других странах континентальной Европы и в Великобритании сериал транслировался на телеканалах Fox Kids и ITV (CITV). Среди постсоветских стран сериал транслировался только на Украине. Премьерный показ оригинальной японской версии аниме под названием «Приключения Дигимонов» в многоголосом закадровом переводе на русский язык киевской студии «Пилот», известной своим русским дубляжем аниме «Покемон», прошёл с 4 ноября 2002 года по 13 января 2003 года на «Новом канале». Со 2 октября по 16 декабря 2003 года был проведён повторный показ сериала.

### Фильмы
Широкой зрительской аудитории было показано несколько анимационных фильмов, относящихся к сюжету Digimon Adventure. События одноимённого режиссёрского дебюта Мамору Хосоды продолжительностью 20 минут, являющегося по сути приквелом сериала, разворачиваются в токийском районе Хикаригаока за четыре года до начала событий сериала. Из дисплея домашнего компьютера Таити и Хикари Ягами материализуется дигияйцо, из которого вылупляется монстрик — дигимон Ботамон. Постепенно монстрик растёт, становится Коромоном, затем Агумоном и, наконец, превращается в гигантского динозавра, Греймона, который сражается с соперником из Цифрового мира — Пэрротмоном, впоследствии исчезая. Все дети, ставшие случайными свидетелями битвы двух дигимонов, стали впоследствии Избранными. Премьера фильма состоялась в кинотеатрах Японии 6 марта 1999 года, за день до начала официальной премьеры мультсериала на Fuji Television. Во втором фильме, Digimon Adventure: Bokura no War Game! («Приключение с дигимонами: Играем в войнушку!»), выпущенном 4 марта 2000 года, главные герои борются с компьютерным вирусом Дьябломоном, установившим контроль над глобальной сетью Интернет. Ребята должны обезвредить вирус прежде, чем он нанесёт ядерный удар по Токио; для этого они отправляют в сеть своих дигимонов-напарников, и те безуспешно пытаются уничтожить вирус, пока дигимоны-напарники Таити и Ямато, ВарГреймон и МеталГарурумон, не сливаются в Омегамона и не побеждают Дьябломона.
В западном релизе эти два фильма были объединены в 85-минутный фильм Digimon: The Movie производства компании Fox Kids, впервые показанный в кинотеатрах США 6 октября 2000 года. В кинотеатрах фильму предшествовал вступительный скетч с Анжелой Анакондой и её друзьями. По случаю выхода этих фильмов в продажу поступили саундтреки, видеокассеты и DVD-диски. В июле того же года в парке развлечений Sanrio Puroland был представлен анимационный фильм Digimon Adventure 3D: Digimon Grand Prix. На мероприятии Digimon Adventure 15th Anniversary на 9 января 2015 года было анонсировано издание всех фильмов серии на коллекционных дисках Blu-ray.

### Связанная продукция
По Digimon Adventure выпускались игрушки, пищевые продукты, коллекционные карты, манга, журналы, маскарадные костюмы, школьные принадлежности, устройства, аксессуары, музыкальные альбомы, видеокассеты, DVD и компьютерные игры, распространявшиеся преимущественно компанией Bandai Namco Holdings. В 1999 году прибыль компании от их продаж составила 160 млрд иен.
Многие торговые компании, специализирующиеся на игрушках и продуктах питания, в частности американские Toys “R” Us и Taco Bell, воспользовались популярностью сериала, приобретя лицензию на производство продукции под его торговой маркой. До 15 ноября 2000 года Taco Bell совместно с Saban Entertainment способствовала продвижению в США фильма Digimon: The Movie. С мая 2000 года по 2003 год в Великобритании издательством Dark Horse Comics выпускался отдельный журнал комиксов Digimon, содержащий в себе сюжетную адаптацию первых 13 серий аниме. В 2001 году в издательстве Shueisha выходил лайт-новел Digimon Adventure в 3-х частях совместного авторства создателей сериала — режиссёра Хироюки Какудо и сценариста Хиро Масаки. В 2002 году гонконгским издательством Rightman Publishing была выпущена пятитомная маньхуа Digimon Adventure авторства Ю Юньвона, включавшая адаптированный сюжет сериала. Выпускалась коллекционная карточная игра, а также экшн-фигурки и игрушечные дигивайсы. Игрушки выпускались зачастую для детей 7-9 лет, карточные игры — для детей 7-12 лет.
Было выпущено большое количество музыкальных синглов и сборников, большинство песен в которых было исполнено Кодзи Вадой и Ай Маэдой. 23 апреля 1999 года в виде коммерческого сингла были выпущены две песни в исполнении Кодзи Вады, звучавшие в сериале: открывающая тема «Butter-Fly» и «Seven». Также были выпущены две закрывающие темы в исполнении Ай Маэды — «I Wish» и «Keep On». 25 июня того же года в виде сингла была выпущена музыкальная тема эволюции дигимонов — песня «Brave Heart» в исполнении Аюми Миядзаки. С 5 ноября по 10 декабря того же года была выпущена аудиопостановка Digimon Adventure: Character Song + Mini Drama в двух частях, сюжет которой разворачивается вокруг главных героев аниме. В связи с выходом фильмов были выпущены саундтреки, содержащие песни и инструментальную музыку из фильма Digimon: The Movie. 24 марта 2000 года компания King Records ограниченным тиражом выпустила в Японии альбом Digimon Adventure: Best Hit Parade, где были представлены лучшие песни и музыкальные темы из аниме.
На основе сериала было выпущено несколько игр. 16 декабря 1999 года для консоли WonderSwan была выпущена игра Digimon Adventure: Anode Tamer, главным героем которой являлся Рё Акияма, а действие происходило между Digimon Adventure и Digimon Adventure 02; 20 января 2000 года вышла её изменённая версия под названием Cathode Tamer. 30 августа 2000 года выпущена игра Digimon Adventure 02: Tag Tamer, где впервые появился Кэн Итидзёдзи, ставший впоследствии одним из ключевых персонажей Digimon Adventure 02. В дальнейшем для консоли PlayStation было выпущено несколько игр с участием людей и/или дигимонов из первого сезона: Digimon World, Digimon Rumble Arena и Digimon World 2003. 11 июня 2012 года журнал V Jump опубликовал скриншоты игры Digimon World Re:Digitize, на которых присутствовали Таити и Сора — персонажи из первого сезона. В августе того же года была анонсирована игра Digimon Adventure, повторяющая сюжет сериала и связанных с ним фильмов; выпущена в Японии 17 января 2013 года.

## Отзывы и критика
| Зрительский рейтинг     | Зрительский рейтинг     | Зрительский рейтинг     |
| (на 13 декабря 2014 г.) | (на 13 декабря 2014 г.) | (на 13 декабря 2014 г.) |
| ----------------------- | ----------------------- | ----------------------- |
| Сайт                    | Оценка                  | Голосов                 |
| AniDB                   | · ссылка                | 2064                    |
| Anime News Network      | · ссылка                | 2194                    |

Сериал Digimon Adventure прошёл с большим успехом как в Японии, так и за её пределами. Во время премьерного показа в Японии его наивысший рейтинг составил 13,7 %, наинизший — 7,9 %, а средний — 11,2 %. В течение недели с 18 по 25 марта 2001 года сериал занимал первое место в эфирном времени Японии, опередив сериал «One Piece. Большой куш». С самого начала показа в Северной Америке сериал рассматривался как попытка повторения коммерческого успеха медиафраншизы «Покемон» компании Nintendo. Так, в 2000 году американский журнал Entertainment Weekly описал Дигимонов как «худшую из попыток подражания „Покемонам“». Несмотря на критику, сериал занял первое место по итогам проведённого в мае 2000 года подсчёта рейтинга Нильсена среди зрителей в возрасте от 2 до 11 лет и от 6 до 11 лет, опередив «Покемон: Приключения на Оранжевых островах». Digimon Adventure участвовал в двух эпизодических проектах компании TV Asahi, заняв 33-е место в списке «100 лучших начал и концовок японских мультипликационных фильмов» и 10-е место в списке «100 лучших японских мультипликационных фильмов по мнению иностранных зрителей». Также, согласно рейтингу TV Asahi, аниме заняло 37-е место в списке Top 100 Anime («100 лучших аниме») за 2006 год. По данным поисковой системы Lycos, Дигимоны заняли 5-е место в списке самых модных явлений 2000 года, кроме того слово «Digimon» заняло 35-е место в рейтинге самых популярных поисковых запросов.
Сериал был хорошо воспринят критиками. Рецензент сайта THEM Anime Мелисса Штерненберг положительно отозвалась о Digimon Adventure и поставила сериалу оценку 4 из 5, заявив, что он «гораздо лучше, чем о нём принято думать». Кевин Родригес, рецензент сайта Examiner, поставил сериалу оценку 3 из 5, заявив, что это «один из тех редких мультсериалов, которые заставят ваших детей немного поразмышлять о жизни за весёлым времяпрепровождением». Редактор сайта DVD Talk Нил Ламберт рекомендовал пользователям приобрести DVD-издание сериала, поставив ему оценку 4,5 из 5. По его мнению, «„Дигимоны“ — один из лучших и один из немногих существующих ныне мультсериалов, покоривших детские сердца и сумевших остаться значащими и хорошо выполненными для этой аудитории на многие годы после премьеры». Подводя итоги, Ламберт назвал аниме «удивительным творением: волшебным и захватывающим зрелищем, доставляющим радость зрителям всех возрастов». Люк Кэролл, рецензент Anime News Network, поставил коллекционному изданию американской версии сериала, Digimon: Digital Monsters, оценку D+, тем не менее отметив что, «для многих первый сезон „Дигимонов“ на сегодняшний день является наиболее запоминающимся из всех других».